# Primera División de Andorra 2009-10
La Primera División de Andorra 2009-10 (oficialmente y en catalán: Primera Divisió de Andorra 2009-10) fue la 15ta edición del campeonato de la máxima categoría de fútbol del Principado de Andorra. Estuvo organizada por la Federación Andorrana de Fútbol y fue disputada por 8 equipos. Comenzó el 20 de septiembre de 2009 y finalizó el 28 de marzo de 2010.
FC Santa Coloma se consagró campeón por quinta vez en su historia, tras conseguir el empate necesario ante UE Santa Coloma en la última jornada del campeonato. Por otra parte, Engordany descendió directamente a la Segona Divisió, luego de caer sorpresivamente como local en la última fecha ante Encamp, su único rival en la lucha por la permanencia.

## Ascensos y descensos
| Pos. | Descendidos de 1.ª División |
| ---- | --------------------------- |
| 8.º  | Rànger's                    |

| Pos. | Ascendidos de 2.ª División |
| ---- | -------------------------- |
| 1.º  | Encamp                     |

## Sistema de competición
El campeonato constó de dos fases:
En la fase regular, los ocho equipos se enfrentaron entre sí bajo el sistema de todos contra todos a dos ruedas, completando un total de 14 fechas. Una vez finalizada dicha instancia, los cuatro equipos con mayor cantidad de puntos participaron de la Ronda por el campeonato, mientras que los cuatro restantes disputaron la Ronda por la permanencia. Todos los clubes comenzaron su participación en esta instancia con el puntaje final obtenido en la fase regular.
Los cuatro clubes que participaron de la Ronda por el campeonato volvieron a enfrentarse entre sí, todos contra todos, a doble rueda. El equipo que acumuló más puntos entre las dos fases se consagró campeón y accedió a la primera ronda previa de la Liga de Campeones de la UEFA 2010-11. Asimismo, el subcampeón y el tercero clasificaron a la primera ronda previa de la Liga Europa de la UEFA 2010-11.
Por otro lado, los cuatro equipos participantes de la Ronda por la permanencia se enfrentaron entre sí, todos contra todos, a doble rueda. Aquel que logró menor puntaje a lo largo de las dos fases descendió directamente a la Segunda División, mientras que el penúltimo disputó una promoción contra el subcampeón de dicha categoría.
En todas las fases, las clasificaciones se establecieron a partir de los puntos obtenidos en cada encuentro, otorgando tres por partido ganado, uno por empatado y ninguno en caso de derrota. En caso de igualdad de puntos entre dos o más equipos, el orden de la clasificación se definió a favor de aquel con mejor diferencia de goles y, de mantenerse el empate, a favor de aquel con mayor cantidad de goles a favor en toda la temporada.

## Equipos participantes
| Equipo                | Ciudad                  |
| --------------------- | ----------------------- |
| Encamp                | Encamp                  |
| Engordany             | Las Escaldas-Engordany  |
| Inter Club d'Escaldes | Las Escaldas-Engordany  |
| Lusitanos             | Andorra la Vieja        |
| Principat             | San Julián de Loria     |
| Sant Julià            | San Julián de Loria     |
| FC Santa Coloma       | Santa Coloma de Andorra |
| UE Santa Coloma       | Santa Coloma de Andorra |

| \| Parroquia \| N.º \| Equipos \| \| ---------------------- \| --- \| ------------------------------------------- \| \| Andorra la Vieja \| 3 \| Lusitanos; FC Santa Coloma; UE Santa Coloma \| \| Las Escaldas-Engordany \| 2 \| Engordany; Inter Club d'Escaldes \| \| San Julián de Loria \| 2 \| Principat; Sant Julià \| \| Encamp \| 1 \| Encamp \| |     |                                             |
| Parroquia | N.º | Equipos                                     |
| Andorra la Vieja | 3   | Lusitanos; FC Santa Coloma; UE Santa Coloma |
| Las Escaldas-Engordany | 2   | Engordany; Inter Club d'Escaldes            |
| San Julián de Loria | 2   | Principat; Sant Julià                       |
| Encamp | 1   | Encamp                                      |

## Fase regular

### Clasificación
|  |    | Equipos               | PJ | PG | PE | PP | GF | GC | Dif | Pts |
|  | -- | --------------------- | -- | -- | -- | -- | -- | -- | --- | --- |
|  | 1. | FC Santa Coloma       | 14 | 11 | 3  | 0  | 38 | 10 | +28 | 36  |
|  | 2. | Sant Julià            | 14 | 10 | 2  | 2  | 59 | 12 | +47 | 32  |
|  | 3. | UE Santa Coloma       | 14 | 10 | 2  | 2  | 41 | 20 | +21 | 32  |
|  | 4. | Lusitanos             | 14 | 7  | 2  | 5  | 30 | 17 | +13 | 23  |
|  | 5. | Principat             | 14 | 7  | 0  | 7  | 27 | 33 | -6  | 21  |
|  | 6. | Encamp                | 14 | 3  | 1  | 10 | 19 | 50 | -31 | 10  |
|  | 7. | Inter Club d'Escaldes | 14 | 1  | 1  | 12 | 10 | 41 | -31 | 4   |
|  | 8. | Engordany             | 14 | 1  | 1  | 12 | 11 | 52 | -41 | 4   |

|  | Clasificado a la Ronda por el campeonato.  |
|  | Clasificado a la Ronda por la permanencia. |

#### Evolución de la clasificación
| Jornada / Equipo      | 1 | 2 | 3 | 4 | 5 | 6 | 7 | 8 | 9 | 10 | 11 | 12 | 13 | 14 |
| Jornada / Equipo      |   |   |   |   |   |   |   |   |   |    |    |    |    |    |
| --------------------- | - | - | - | - | - | - | - | - | - | -- | -- | -- | -- | -- |
| FC Santa Coloma       | 3 | 2 | 2 | 1 | 1 | 1 | 2 | 2 | 2 | 2  | 1  | 1  | 1  | 1  |
| Sant Julià            | 1 | 1 | 1 | 2 | 3 | 3 | 1 | 1 | 1 | 1  | 2  | 3  | 3  | 2  |
| UE Santa Coloma       | 4 | 3 | 3 | 4 | 2 | 2 | 3 | 3 | 3 | 3  | 3  | 2  | 2  | 3  |
| Lusitanos             | 6 | 4 | 4 | 3 | 4 | 4 | 5 | 5 | 5 | 5  | 4  | 4  | 4  | 4  |
| Principat             | 2 | 5 | 5 | 5 | 5 | 5 | 4 | 4 | 4 | 4  | 5  | 5  | 5  | 5  |
| Encamp                | 8 | 8 | 7 | 7 | 7 | 6 | 6 | 6 | 6 | 7  | 8  | 6  | 6  | 6  |
| Inter Club d'Escaldes | 7 | 7 | 6 | 6 | 6 | 7 | 7 | 7 | 7 | 6  | 6  | 7  | 8  | 7  |
| Engordany             | 5 | 6 | 8 | 8 | 8 | 8 | 8 | 8 | 8 | 8  | 7  | 8  | 7  | 8  |

| 1. 2. 3. |

### Resultados
- Los horarios corresponden a la CET (Hora Central Europea) UTC+1 en horario estándar y UTC+2 en horario de verano.

#### Primera vuelta
| UE Santa Coloma | 1 - 0 | Inter Club d'Escaldes | Campo de Deportes de Aixovall | 20 de septiembre | 12:00 |
| FC Santa Coloma | 2 - 1 | Lusitanos             | Campo de Deportes de Aixovall | 20 de septiembre | 14:00 |
| Sant Julià      | 6 - 2 | Encamp                | Campo de Deportes de Aixovall | 20 de septiembre | 16:00 |
| Engordany       | 3 - 4 | Principat             | Campo de Deportes de Aixovall | 20 de septiembre | 18:00 |

| Encamp                | 2 - 5 | UE Santa Coloma | Campo de Deportes de Aixovall | 27 de septiembre | 12:00 |
| Principat             | 1 - 3 | Sant Julià      | Campo de Deportes de Aixovall | 27 de septiembre | 14:00 |
| Lusitanos             | 4 - 0 | Engordany       | Campo de Deportes de Aixovall | 27 de septiembre | 16:00 |
| Inter Club d'Escaldes | 0 - 4 | FC Santa Coloma | Campo de Deportes de Aixovall | 27 de septiembre | 18:00 |

| Engordany       | 0 - 10 | Sant Julià            | Campo de Deportes de Aixovall | 4 de octubre | 12:00 |
| Lusitanos       | 5 - 2  | Inter Club d'Escaldes | Campo de Deportes de Aixovall | 4 de octubre | 14:00 |
| UE Santa Coloma | 5 - 3  | Principat             | Campo de Deportes de Aixovall | 4 de octubre | 16:00 |
| FC Santa Coloma | 3 - 0  | Encamp                | Campo de Deportes de Aixovall | 4 de octubre | 18:00 |

| Principat             | 0 - 1 | FC Santa Coloma | Campo de Deportes de Aixovall | 11 de octubre  | 12:00 |
| Inter Club d'Escaldes | 1 - 0 | Engordany       | Campo de Deportes de Aixovall | 11 de octubre  | 14:00 |
| Encamp                | 0 - 3 | Lusitanos       | Campo de Deportes de Aixovall | 11 de octubre  | 16:00 |
| Sant Julià            | 3 - 1 | UE Santa Coloma | Campo de Deportes de Aixovall | 1 de noviembre | 18:00 |

| FC Santa Coloma       | 0 - 0 | Sant Julià      | Comunal de Andorra la Vieja   | 18 de octubre | 12:00 |
| Lusitanos             | 0 - 2 | Principat       | Campo de Deportes de Aixovall | 18 de octubre | 12:00 |
| Engordany             | 1 - 4 | UE Santa Coloma | Campo de Deportes de Aixovall | 18 de octubre | 16:00 |
| Inter Club d'Escaldes | 2 - 3 | Encamp          | Campo de Deportes de Aixovall | 18 de octubre | 18:00 |

| UE Santa Coloma | 2 - 2 | FC Santa Coloma       | Comunal de Andorra la Vieja   | 25 de octubre | 12:00 |
| Engordany       | 0 - 0 | Encamp                | Campo de Deportes de Aixovall | 25 de octubre | 12:00 |
| Principat       | 3 - 0 | Inter Club d'Escaldes | Campo de Deportes de Aixovall | 25 de octubre | 16:00 |
| Sant Julià      | 0 - 0 | Lusitanos             | Campo de Deportes de Aixovall | 25 de octubre | 18:00 |

| Inter Club d'Escaldes | 0 - 7 | Sant Julià      | Campo de Deportes de Aixovall | 8 de noviembre | 12:00 |
| FC Santa Coloma       | 5 - 1 | Engordany       | Campo de Deportes de Aixovall | 8 de noviembre | 16:00 |
| Encamp                | 2 - 4 | Principat       | Campo de Deportes de Aixovall | 8 de noviembre | 18:00 |
| Lusitanos             | 1 - 2 | UE Santa Coloma | Comunal de Andorra la Vieja   | 6 de diciembre | 12:00 |

#### Segunda vuelta
| Principat             | 2 - 0  | Engordany       | Comunal de Andorra la Vieja   | 15 de noviembre | 12:00 |
| Lusitanos             | 1 - 3  | FC Santa Coloma | Campo de Deportes de Aixovall | 15 de noviembre | 12:00 |
| Encamp                | 1 - 10 | Sant Julià      | Campo de Deportes de Aixovall | 15 de noviembre | 16:00 |
| Inter Club d'Escaldes | 1 - 2  | UE Santa Coloma | Campo de Deportes de Aixovall | 15 de noviembre | 18:00 |

| UE Santa Coloma | 5 - 0 | Encamp                | Comunal de Andorra la Vieja   | 22 de noviembre | 12:00 |
| Sant Julià      | 6 - 0 | Principat             | Campo de Deportes de Aixovall | 22 de noviembre | 12:00 |
| FC Santa Coloma | 4 - 0 | Inter Club d'Escaldes | Campo de Deportes de Aixovall | 22 de noviembre | 16:00 |
| Engordany       | 1 - 3 | Lusitanos             | Campo de Deportes de Aixovall | 22 de noviembre | 18:00 |

| Encamp                | 0 - 2 | FC Santa Coloma | Comunal de Andorra la Vieja   | 29 de noviembre | 12:00 |
| Sant Julià            | 4 - 0 | Engordany       | Campo de Deportes de Aixovall | 29 de noviembre | 12:00 |
| Inter Club d'Escaldes | 1 - 1 | Lusitanos       | Campo de Deportes de Aixovall | 29 de noviembre | 16:00 |
| Principat             | 1 - 4 | UE Santa Coloma | Campo de Deportes de Aixovall | 23 de enero     | 18:00 |

| Lusitanos       | 5 - 1 | Encamp                | Comunal de Andorra la Vieja   | 13 de diciembre | 12:00 |
| FC Santa Coloma | 6 - 1 | Principat             | Campo de Deportes de Aixovall | 13 de diciembre | 12:00 |
| UE Santa Coloma | 3 - 2 | Sant Julià            | Campo de Deportes de Aixovall | 13 de diciembre | 16:00 |
| Engordany       | 3 - 2 | Inter Club d'Escaldes | Campo de Deportes de Aixovall | 13 de diciembre | 18:00 |

| UE Santa Coloma | 5 - 0 | Engordany             | Centro Deportivo de Alàs      | 31 de enero | 12:00 |
| Encamp          | 2 - 0 | Inter Club d'Escaldes | Campo de Deportes de Aixovall | 31 de enero | 12:00 |
| Sant Julià      | 1 - 2 | FC Santa Coloma       | Campo de Deportes de Aixovall | 31 de enero | 16:00 |
| Principat       | 0 - 2 | Lusitanos             | Campo de Deportes de Aixovall | 31 de enero | 18:00 |

| Inter Club d'Escaldes | 1 - 2 | Principat       | Comunal de Andorra la Vieja   | 7 de febrero | 12:00 |
| Lusitanos             | 2 - 3 | Sant Julià      | Campo de Deportes de Aixovall | 7 de febrero | 12:00 |
| Encamp                | 1 - 1 | Engordany       | Campo de Deportes de Aixovall | 7 de febrero | 16:00 |
| FC Santa Coloma       | 2 - 2 | UE Santa Coloma | Campo de Deportes de Aixovall | 7 de febrero | 18:00 |

| Principat       | 4 - 0 | Encamp                | Centro Deportivo de Alàs      | 14 de febrero | 12:00 |
| UE Santa Coloma | 0 - 2 | Lusitanos             | Campo de Deportes de Aixovall | 14 de febrero | 12:00 |
| Engordany       | 1 - 2 | FC Santa Coloma       | Campo de Deportes de Aixovall | 14 de febrero | 16:00 |
| Sant Julià      | 4 - 0 | Inter Club d'Escaldes | Campo de Deportes de Aixovall | 14 de febrero | 18:00 |

## Ronda por el campeonato

### Clasificación
|  |    | Equipos             | PJ | PG | PE | PP | GF | GC | Dif | Pts |
|  | -- | ------------------- | -- | -- | -- | -- | -- | -- | --- | --- |
|  | 1. | FC Santa Coloma (C) | 20 | 13 | 7  | 0  | 46 | 14 | +32 | 46  |
|  | 2. | UE Santa Coloma     | 20 | 13 | 4  | 3  | 50 | 26 | +24 | 43  |
|  | 3. | Sant Julià          | 20 | 12 | 5  | 3  | 69 | 18 | +41 | 41  |
|  | 4. | Lusitanos           | 20 | 7  | 3  | 10 | 34 | 32 | +2  | 24  |

|  | Clasificado para la primera ronda previa de la Liga de Campeones 2010-11.                                    |
|  | Clasificado para la segunda ronda previa de la Liga Europa 2010-11 como campeón de la Copa Constitució 2010. |
|  | Clasificado para la primera ronda previa de la Liga Europa 2010-11.                                          |

| (C) Campeón |

#### Evolución de la clasificación
| Jornada / Equipo | 1 | 2 | 3 | 4 | 5 | 6 |
| Jornada / Equipo |   |   |   |   |   |   |
| ---------------- | - | - | - | - | - | - |
| FC Santa Coloma  | 1 | 1 | 1 | 1 | 1 | 1 |
| UE Santa Coloma  | 2 | 2 | 2 | 2 | 2 | 2 |
| Sant Julià       | 3 | 3 | 3 | 3 | 3 | 3 |
| Lusitanos        | 4 | 4 | 4 | 4 | 4 | 4 |

### Resultados
- Los horarios corresponden a la CET (Hora Central Europea) UTC+1 en horario estándar y UTC+2 en horario de verano.

#### Primera vuelta
| FC Santa Coloma | 1 - 1 | Sant Julià      | Campo de Deportes de Aixovall | 21 de febrero | 12:00 |
| Lusitanos       | 1 - 2 | UE Santa Coloma | Campo de Deportes de Aixovall | 21 de febrero | 16:00 |

| Sant Julià      | 1 - 2 | UE Santa Coloma | Campo de Deportes de Aixovall | 28 de febrero | 12:00 |
| FC Santa Coloma | 4 - 1 | Lusitanos       | Campo de Deportes de Aixovall | 28 de febrero | 16:00 |

| UE Santa Coloma | 1 - 2 | FC Santa Coloma | Campo de Deportes de Aixovall | 7 de marzo | 12:00 |
| Sant Julià      | 4 - 0 | Lusitanos       | Campo de Deportes de Aixovall | 7 de marzo | 18:00 |

#### Segunda vuelta
| UE Santa Coloma | 2 - 0 | Lusitanos       | Campo de Deportes de Aixovall | 14 de marzo | 12:00 |
| Sant Julià      | 0 - 0 | FC Santa Coloma | Campo de Deportes de Aixovall | 14 de marzo | 16:00 |

| UE Santa Coloma | 1 - 1 | Sant Julià      | Centro Deportivo de Alàs      | 21 de marzo | 12:00 |
| Lusitanos       | 0 - 0 | FC Santa Coloma | Campo de Deportes de Aixovall | 21 de marzo | 12:00 |

| FC Santa Coloma (C) | 1 - 1 | UE Santa Coloma | Campo de Deportes de Aixovall | 28 de marzo | 12:00 |
| Lusitanos           | 2 - 3 | Sant Julià      | Campo de Deportes de Aixovall | 28 de marzo | 16:00 |

## Ronda por la permanencia

### Clasificación
|  |    | Equipos               | PJ | PG | PE | PP | GF | GC | Dif | Pts |
|  | -- | --------------------- | -- | -- | -- | -- | -- | -- | --- | --- |
|  | 1. | Principat             | 20 | 8  | 2  | 10 | 42 | 50 | -8  | 26  |
|  | 2. | Inter Club d'Escaldes | 20 | 6  | 1  | 13 | 25 | 49 | -24 | 19  |
|  | 3. | Encamp                | 20 | 4  | 3  | 13 | 31 | 67 | -36 | 15  |
|  | 4. | Engordany (D)         | 20 | 4  | 1  | 15 | 22 | 63 | -41 | 13  |

|  | Disputó una promoción por la permanencia contra el subcampeón de la Segona Divisió. |
|  | Descendido a la Segona Divisió.                                                     |

| (D) Descendido |

#### Evolución de la clasificación
| Jornada / Equipo      | 1 | 2 | 3 | 4 | 5 | 6 |
| Jornada / Equipo      |   |   |   |   |   |   |
| --------------------- | - | - | - | - | - | - |
| Principat             | 1 | 1 | 1 | 1 | 1 | 1 |
| Inter Club d'Escaldes | 3 | 3 | 2 | 2 | 2 | 2 |
| Encamp                | 2 | 2 | 3 | 4 | 4 | 3 |
| Engordany             | 4 | 4 | 4 | 3 | 3 | 4 |

### Resultados
- Los horarios corresponden a la CET (Hora Central Europea) UTC+1 en horario estándar y UTC+2 en horario de verano.

#### Primera vuelta
| Inter Club d'Escaldes | 1 - 0 | Encamp    | Campo de Deportes de Aixovall | 21 de febrero | 14:00 |
| Engordany             | 2 - 1 | Principat | Campo de Deportes de Aixovall | 21 de febrero | 18:00 |

| Inter Club d'Escaldes | 2 - 1 | Engordany | Campo de Deportes de Aixovall | 28 de febrero | 18:00 |
| Encamp                | 3 - 3 | Principat | Campo de Deportes de Aixovall | 28 de febrero | 20:00 |

| Encamp    | 1 - 4 | Engordany             | Campo de Deportes de Aixovall | 7 de marzo | 16:00 |
| Principat | 2 - 3 | Inter Club d'Escaldes | Campo de Deportes de Aixovall | 7 de marzo | 20:00 |

#### Segunda vuelta
| Principat | 1 - 2 | Engordany             | Campo de Deportes de Aixovall | 14 de marzo | 14:00 |
| Encamp    | 1 - 3 | Inter Club d'Escaldes | Campo de Deportes de Aixovall | 14 de marzo | 18:00 |

| Principat | 5 - 5 | Encamp                | Campo de Deportes de Aixovall | 21 de marzo | 14:00 |
| Engordany | 1 - 4 | Inter Club d'Escaldes | Campo de Deportes de Aixovall | 21 de marzo | 20:00 |

| Engordany             | 1 - 2 | Encamp    | Campo de Deportes de Aixovall | 28 de marzo | 14:00 |
| Inter Club d'Escaldes | 2 - 3 | Principat | Campo de Deportes de Aixovall | 28 de marzo | 18:00 |

## Promoción por la permanencia
El tercer equipo ubicado en la clasificación final de la Ronda por la permanencia, Encamp, disputó una serie a doble partido ante Extremenya, tercer puesto de la Segunda División. El ganador de la eliminatoria participó de la siguiente temporada de la Primera Divisió.
| Encamp                                                                | 2 - 1 | Extremenya | Campo de Deportes de Aixovall | 25 de abril | 18:00 |
| Extremenya                                                            | 1 - 3 | Encamp     | Campo de Deportes de Aixovall | 15 de mayo  | 20:00 |
| Encamp mantuvo la categoría tras ganar la serie por un global de 5-2. |       |            |                               |             |       |

## Estadísticas

### Máximos goleadores
| Jugador                                  | Equipo     | Goles |
| ---------------------------------------- | ---------- | ----- |
| Gabriel Riera Lancha                     | Sant Julià | 19    |
| Última actualización: 7 de julio de 2016 |            |       |